# アフリカ民主連合
アフリカ民主連合（フランス語・Rassemblement Démocratique Africain、略称RDA）は、かつて存在したフランスの政党。フランス領西アフリカ及びフランス領赤道アフリカを基盤とし、同地域において圧倒的な勢力を誇った地域政党であった。

## 結党
1946年、フランス第四共和政がはじまり、アフリカ植民地にもフランス本国の議会での議席が与えられると、アフリカ植民地の地位向上を目指して制憲議会に参加していたアフリカ人議員が結集し、1946年10月、フランス領スーダンの首都バマコにおいて結党した。総裁にはコートジボワールのフェリックス・ウフェ＝ボワニが就任した。
党の形態としては、コートジボワールやオートボルタなどといった各植民地の民族主義政党を支部として、参加各党の連合としてフランス本国議会に代表を送り込む形をとっていた。

## 参加政党
- コートジボワール民主党(党首ウフェ・ボワニ）
- ギニア民主党（セク・トゥーレ）
- スーダン同盟（モディボ・ケイタ）
- ガボン民主ブロック（レオン・ムバ）
- チャド進歩党
- カメルーン人民同盟
- コンゴ進歩党
- セネガル民主同盟
- ニジェール進歩党
- ヴォルタ民主同盟（モーリス・ヤメオゴ）

## 結党後
当初、アフリカ民主連合はフランス共産党と密接な関係を持っており、そのためフランス社会党に近いセネガルのレオポール・セダール・サンゴールらは参加を控えるほどであった。しかし、アフリカ植民地各地で植民地当局との衝突が多発するようになったため、1950年10月にアフリカ民主連合はフランス共産党と絶縁し、民主社会主義抗戦同盟など保守勢力と連携するようになった。これによって参加各党の足並みはとみに乱れ、1955年7月にはカメルーン人民同盟・ギニア民主党・セネガル民主同盟・ニジェール進歩党が党から除名される。
その後、1958年にフランス第五共和政が成立すると、各植民地はフランス共同体内において自治共和国となることが認められたが、これに対して各党で対応の違いが見られ、完全独立を求めたギニア民主党のセク・トゥーレは国民投票で独立を達成した。
1960年、フランス共同体内において完全に独立することを可能とする法案がフランス議会を通過すると、参加各党は各植民地の分離独立を志向するウフェ・ボワニやモーリス・ヤメオゴらの派閥と、各植民地が連邦を結成して独立することを目指すモディボ・ケイタらの派閥に割れ、結局セネガルとフランス領スーダンのマリ連邦を除き、各植民地は分離して独立することとなった。
1960年、フランス領西アフリカ及びフランス領赤道アフリカの植民地がすべて独立するに及んで、アフリカ民主連合は自然解党した。